# Steve Coogan
Steve Coogan (Middleton, Manchester, 14 de Outubro de 1965) é um ator, comediante, produtor e roteirista britânico. Vencedor de cinco prêmios BAFTA e um Emmy Internacional, Coogan já participou de várias séries de televisão e ganhou destaque na indústria cinematográfica em 2002, depois de estrelar em Um Agente em Apuros e A Festa Nunca Termina. Seus outros papéis de destaque no cinema incluem os filmes Volta ao Mundo em 80 Dias (2004), Trovão Tropical (2008), Os Outros Caras (2010), Ruby Sparks - A Namorada Perfeita (2012) e da franquia Uma Noite no Museu (2006, 2009 e 2014). 
Coogan também desempenhou papéis dramáticos, incluindo Maria Antoineta, Pelos Olhos de Maisie (2012), e interpretou Paul Raymond no filme biográfico O Olhar do Amor (2013) e Stan Laurel em Stan & Ollie (2018). Em 2013, co-escreveu, produziu e estrelou o filme Philomena, que lhe rendeu indicações no Globo de Ouro e BAFTAs, e ao Oscar de Melhor Roteiro Adaptado e Melhor Filme.

## Filmografia
- Resurrected (1989)
- Paul Calf's Video Diary (1993)
- Pauline Calf's Wedding Video (TV) (1994)
- The Indian in the Cupboard (A Chave Mágica) (1995)
- Alan Partridge's Country Ramble (1995)
- The Wind in the Willows (1996)
- The Fix (TV) (1997)
- The Revengers' Comedies (Doce Vingança) (1998)
- Alice Through the Looking Glass (TV) (1998)
- Hooves of Fire (TV) (1999) (voz)
- The Parole Officer (2001)
- A Small Summer Party (TV) (2001)
- Combat Sheep (2001) (voz)
- 24 Hour Party People (A Festa Nunca Termina) (2002)
- Legend of the Lost Tribe (2002) (voz)
- Cruise of the Gods (TV) (2002)
- Paul and Pauline Calf's Cheese and Ham Sandwich (2003)
- Coffee and Cigarettes (Sobre Café e Cigarros) (2003)
- The Private Life of Samuel Pepys (TV) (2003)
- Ella Enchanted (Uma Garota Encantada) (2004) (voz)
- Around the World in 80 Days (Volta ao Mundo em 80 Dias - Uma Aposta Muito Louca) (2004)
- Happy Endings (Finais Felizes) (2005)
- A Cock and Bull Story (2005)
- Marie Antoinette (Maria Antonieta) (2006)
- The Alibi (2006)
- Night at the Museum (Uma Noite no Museu) (2006)
- Tropic Thunder (Trovão Tropical) (2008)
- What Goes Up (Caminhos Desconhecidos) (2009)
- Night at the Museum 2 (Uma Noite no Museu 2) (2009)
- Percy Jackson & the Olympians: The Lightning Thief (Percy Jackson & os Olimpianos: O Ladrão de Raios) (2009)
- The Other Guys (Os Outros Caras) (2010)
- Marmaduke (2010) (voz)
- What Maisie Knew (2013)
- Philomena (2013)
- Despicable Me 2 (2013) (voz)
- Night at the Museum: Secret of the Tomb (2014)
- Minions (2015) (voz)
- The Secret Life of Pets (2016) (voz)
- Rules Don't Apply (2016)
- The Dinner (2017)
- Despicable Me 3 (2017) (voz)
- Stan & Ollie (2018), com o personagem de Stan Laurel
- Joker: Folie à Deux (2024)

## Premiações
- 2001: BAFTA de Melhor Revelação, por The Parole Officer (indicado).